# Хака
Хака је традиционални ратни поклич и плес Маора са Новог Зеланда. Изводи се у групи, енергичним покретима, ступањем о тло те је попраћен узвицима. Популаризовала га је новозеландска рагби репрезентација чији играчи изводе хаку пре сваке утакмице.

## Историја
Хака нису искључиво ратни плесови, али традиционално их обављају мушкарци. У модерним временима, разне Хаке играју и жене, па чак и деца. Хака се игра из различитих разлога: за забаву, као поздрав уваженим гостима, као признање великом успеху, приликом сахрана...
Ратну хаку (peruperu) су првобитно обављали ратници показујући своју снагу и вештину у циљу застрашивања противника. Данас, Хака чини саставни део формалне или званична добродошлице приликом церемоније за угледне посетиоце или стране државнике.

## Врсте Хака
Постоје различити типови Хака:whakatu waewae, tutu ngarahu и peruperu. Перуперу карактеришу скокова током којег су ноге су пресоване за тело. Некада, перуперу је извођен пре битке како би се позвао бог рата и да се обесхрабри и застраши непријатељ. То је подразумевало жесток израз лица и гримасе, исплажен језик, избуљене очи, гроктање, плач и махање оружјем. ко хака није извршена складно, то је сматран као лош знак за битку. Често су ратници ишли голи у битку, осим плетеног ланеног каиша око струка.
Тutu ngarahu такође обухвата скакање, али са једне на другу страну, док у whakatu waewae нема скакања. Постоји и хака која се одвија без оружја и она се зове Нгери. (ngeri) Њена сврха је била да психолошки мотивише ратнике. Покрети су веома слободни, а од сваког извођача се очекује да искаже своја осећања. Manawa wera хака је повезана са сахранама и другим приликама које укључују смрт. Попут нгери хаке изводи се без оружја, а има и веома мало покрета.

## Пол учесника
Већине Хака обављају мушкарци, уз женску улогу, која се своди на ограничено пружање подршке тако што она пева у позадини. Међутим, постоје неке Хаке које претежно обављају жене. Једна од најпознатијих је Нгати Пору Хака „Ka Panapana“.

## Митологија
Према митологији Маора, бог сунца Tama-nui-te-rā је имао две жене, летњу жену Hine-raumati и зимску Hine-takurua. Хаком се славио долазак летње жене Hine-raumati, односно лета.

## Хака у спорту
Најпознатија Хака се назива "Ка Мате". Њу обавља новозеландских тимова у земљи и иностранству. Нормално се врши непосредно пре догађаја који ће се одржати. Усвојена је од стране Рагби тима Новог Зеланда и изведена на утакмици 1905. године.

### 
Ка Мате Хака почиње од пет припремних инструкција које изговара лидер, пре него што се цео тим придружи:
| Капитен: | Ringa pakia!                     |  | Slap the hands against the thighs!          |
|          | Uma tiraha!                      |  | Puff out the chest.                         |
|          | Turi whatia!                     |  | Bend the knees!                             |
|          | Hope whai ake!                   |  | Let the hips follow!                        |
|          | Waewae takahia kia kino!         |  | Stomp the feet as hard as you can!          |
|          |                                  |  |                                             |
| Капитен: | Ka mate, ka mate                 |  | I die, I die,                               |
| Екипа:   | Ka ora' Ka ora'                  |  | I live, I live                              |
| Капитен: | Ka mate, ka mate                 |  | I die, I die,                               |
| Екипа:   | Ka ora Ka ora "                  |  | I live, I live,                             |
| Сви:     | Tēnei te tangata pūhuruhuru      |  | This is the hairy man                       |
|          | Nāna i tiki mai whakawhiti te rā |  | ...Who caused the sun to shine again for me |
|          | A Upane! Ka Upane!               |  | Up the ladder, Up the ladder                |
|          | Upane Kaupane"                   |  | Up to the top                               |
|          | Whiti te rā,!                    |  | The sun shines!                             |
|          | Hī!                              |  | Rise!                                       |